# Kántás Péter
Kántás Péter (Budapest, 1954. március 18.) jogász, egyetemi oktató, a szabálysértési jog szakértője; a jelenleg (2012. április 15-ig) hatályban lévő 1999. évi LXIX. törvény a szabálysértésekről nagyrészt az ő munkájának köszönhető.

## Életpályája
Tanulmányait az Eötvös Loránd Tudományegyetem Állam- és Jogtudományi Karán végezte. Pályafutása során dolgozott ügyészként, volt a Belügyminisztérium és az Igazságügyminisztérium alkalmazottja, tanított az Eötvös Loránd Tudományegyetemen, a BM Rendőrtiszti Főiskolán, a Szegedi Egyetem Jogtudományi Karán, a Pázmány Péter Katolikus Egyetemen, a Győri Egyetemen. A tisztség megszűnéséig a Kisebbségi Jogok Országgyűlési Biztosának közvetlen munkatársaként dolgozott. 2012 és 2018 között a Magyar Energetikai és Közműszabályozási Hivatal vezető főtanácsosa volt, 2019. januárjától nyugdíjas. Fő szakterülete a közigazgatási jog, azon belül a szabálysértési jog, illetve a rendészet bizonyos területei, főként a rendőri intézkedések. Tizenöt, a szabálysértési jog témájában megjelent szakkönyv, valamint körülbelül hetven szakcikk szerzője. 

## Publikációi
- Kérdőjelek a prostitúció körül. Magyar Jog 1994/6.
- A bagatellkriminalitás természetéhez. Magyar Jog 1995/7
- A rendészet fogalmához. Belügyi Szemle 1997/1.
- Egy Alkotmánybírósági határozat margójára.(A szabálysértésekről szóló törvény egyes törvényhelyeinek alkotmányellenességéről). Belügyi Szemle 1998/6.
- A közigazgatási büntetőjog és a rendészet néhány elhatárolási problémája. Új rendészeti tanulmányok Bp. 1998/1.
- Mérlegen az új szabálysértési törvény. Belügyi Szemle 1999/10.
- Meditáció a közrendről. Belügyi Szemle 2000/10.
- Kincses Ildikóval: A szabálysértési jog I-II KJK Bp. 2000
- A közrend elleni jogsértések természetéhez 2001 (kézirat)[halott link]
- Kis bűn-kis büntetés. Belügyi Szemle 2001/6.
- A mérlegelés dilemmái. Belügyi Szemle 2001/12.
- Adalékok a közigazgatás szankciórendszeréhez. Belügyi Szemle 2002/3.
- Szalai Évával: Közigazgatási ismeretek. ELTE Jogi Továbbképző Intézet Bp.2002
- Előszoba vagy végállomás? A szabálysértések kriminológiájához. Belügyi Szemle 2003/9.